# Siège de Constantinople (1260)
Pour les articles homonymes, voir Siège de Constantinople.
Guerre byzantino-latines
Batailles
- Constantinople (1203)
- Constantinople (1204)
- Oliveraie de Kountouras (1205)
- Poimanenon (1224)
- Constantinople (1235)
- Pélagonia (1259)
- Constantinople (1260)
- Constantinople (1261)
- Prinitza (1263)
- Settepozzi (1263)
- Makryplági
- Néopatras
- Démétrias
- Campagnes de Licario
- Pharsale (1277)
- Berat (1280-81)
- Rhodes (1306-1310)
- îles Échinades (1427)

Le siège de Constantinople en 1260 est une tentative infructueuse de l'empire de Nicée (principal État issu de la dislocation de l'Empire byzantin) de reprendre la ville de Constantinople aux mains de l'Empire latin de Constantinople depuis 1204. 
Ce siège précède d'un an la prise de Constantinople par Alexis Strategopoulos, général de Michel VIII Paléologue, par laquelle sera rétabli l'Empire byzantin.

## Contexte
Après le sac de Constantinople par la quatrième croisade en avril 1204, l'Empire byzantin est alors divisé entre des États latins formés par les Croisés et quelques territoires grecs ayant survécu. Les deux principaux sont le despotat d'Épire à l'ouest de la Grèce et en Albanie et l'empire de Nicée à l'ouest et au nord-ouest de l'Asie Mineure. Ces deux territoires affirment représenter l'héritier légitime de l'Empire byzantin et, au vu de la faiblesse de l'Empire latin, désirent reconquérir Constantinople,.
L'empire de Nicée est le premier à tenter de reprendre la ville. Jean III Doukas Vatatzès intervient ainsi en Europe. Allié aux Bulgares, Vatatzès établit une première tête de pont en Thrace en 1234. Avec les Bulgares, il met ensuite le siège devant la cité sans succès,. Par la suite, les dirigeants de Nicée changent d'objectif et cherchent prioritairement à étendre leurs positions en Europe. Sous Vatatzès, les Nicéens s'emparent de la plus grande partie de la Thrace et de la Macédoine, de l'Epire à la Bulgarie. L'empire de Nicée est alors le plus puissant État de la région. Au contraire, réduit à Constantinople et aux territoires l'environnant immédiatement, encerclé à l'est et à l'ouest par les Nicéens et manquant de fonds pour attirer des renforts, l'Empire latin semble mûr pour être conquis au moment de la mort de Vatatzès. Même la papauté semble prête à accepter l'inévitable en échange de concessions sur les questions théologiques et notamment, sur la question de la primauté papale. L'Empire latin obtient un court sursis avec la mort de Vatatzès. En effet, son fils et successeur Théodore II Lascaris est contraint de s'opposer à de nombreuses attaques contre ses positions dans les Balkans.
Peu après la mort de Théodore II, l'ambitieux Michel VIII Paléologue acccède au trône, d'abord en tant que régent pour le compte du jeune héritier Jean IV Lascaris. À ce moment précis, une coalition d'ennemis de l'empire de Nicée se forme. Elle comprend l'Épire, la principauté d'Achaïe et le royaume de Sicile. Toutefois, l'alliance essuie une défaite sanglante lors de la bataille de Pélagonia à l'été 1259. Du fait que ses principaux adversaires sont soit morts, soit en captivité, soit temporairement en exil, Paléologue peut librement porter son attention sur Constantinople,.

## Le siège
Après avoir passé l'hiver à Lampsaque, Michel Paléologue traverse l'Hellespont en janvier 1260 avec son armée et se dirige vers Constantinople. Les récits des chroniqueurs byzantins sur les évènements qui suivent diffèrent grandement selon l'auteur.
Selon le récit de Georges Acropolite, l'empereur se repose sur les promesses de trahison d'un noble latin nommé Asel (identifié à Ansel de Toucy ou Ansel de Cahieu), qui possède une maison adjacente aux murailles de la ville. Il a promis d'ouvrir une porte aux troupes nicéennes. De ce fait, les troupes mobilisées ne sont pas assez nombreuses pour un assaut sérieux contre la ville. Michel mène ses hommes à Galata où ils établissent leur campement. Là, ils se préparent ostensiblement à attaquer la forteresse de Galata, sur le rivage nord de la Corne d'Or, pendant qu'il attend la trahison d'Asel. Néanmoins, ce dernier n'en fait rien et affirme que ses clés ont été prises par les dirigeants de la ville. Selon Acropolite, Michel obtient la signature d'une trêve d'un an et abandonne le siège.
Les autres chroniqueurs (Georges Pachymères, Nicéphore Grégoras et d'autres) présentent l'expédition sous un éclairage différent. Selon eux, c'est une expédition de grande envergure avec un effort prolongé contre la cité elle-même. Cela implique une campagne préparatoire pour isoler la ville grâce à la prise des forts et positions environnants contrôlant les approches de la cité. Cette campagne concerne des positions aussi éloignées de Constantinople que la ville de Selymbria à 60 kilomètres de Constantinople et comprend un assaut direct contre Galata. C'est donc une campagne majeure supervisée personnellement par Michel d'une position surélevée. Des engins de siège sont présents et des tentatives de creuser des mines pour saper les murs de la ville ont lieu. Toutefois, Galata tient grâce à la résistance déterminée de ses habitants et à l'arrivée de renforts venus de Constantinople sur des embarcations. En plus de cette résistance, des informations font mention de l'arrivée imminente de soutien pour les assiégés, ce qui persuade Michel de lever le siège,.
Selon les historiens modernes, la différence dans les deux récits réside dans la tendance connue d'Acropolite de minimiser les échecs de Michel VIII. Les deux récits, qui parlent bien d'une tentative contre Galara, font clairement référence au même évènement et le complot d'Asel pourrait refléter un épisode authentique du siège qui a bénéficié d'un éclairage supplémentaire injustifié par Acropolite,.

## Suites
En août 1260, un armistice est signé entre Michel VIII et Baudouin II d'une durée d'un an. Bien que le siège ait échoué, Michel VIII planifie une autre tentative. En mars 1261, il négocie avec la république de Gênes et signe le traité de Nymphaeon qui lui permet de mettre à son service la flotte génoise en échange de droits commerciaux. Le traité est également un traité défensif entre les deux partis contre la république de Venise, rival majeur de Gênes et principal soutien de l'Empire latin. Cependant, les préparatifs de Michel sont rendus obsolètes par les évènements du 25 juillet 1261. À cette date, une force byzantine dirigée par Alexis Strategopoulos est envoyée reconnaître les environs de Constantinople. Toutefois, Strategopoulos parvient à pénétrer dans celle-ci grâce à la couverture de la nuit et à en chasser les Latins.